# Patrick Schmidt (Fußballspieler, 1993)
Patrick Schmidt (* 10. September 1993 in Homburg) ist ein deutscher Fußballspieler. Der Stürmer steht beim 1. FC Saarbrücken unter Vertrag und ist ehemaliger Juniorennationalspieler für den DFB.

## Sportliche Laufbahn

### Vereinskarriere
Schmidt spielte für die Jugendmannschaften mehrerer kleiner saarländischer Vereine, darunter Webenheim, Einöd-Ingweiler und Palatia Limbach, und wechselte 2006 zum 1. FC Saarbrücken. Nach drei Jahren ging er zum VfB Stuttgart, für dessen Jugendmannschaften er bis 2012 spielte. Zur Saison 2012/13 wechselte er zum FC Schalke 04 und spielte mit dessen zweiter Mannschaft in der Regionalliga West. In der Winterpause der Saison 2013/14 kehrte er zum 1. FC Saarbrücken zurück und kam am 8. März 2014 zu seinem ersten Einsatz in der 3. Liga, als er beim Spiel gegen den Chemnitzer FC eingewechselt wurde. Im Spiel gegen Hansa Rostock am 25. März 2014 erzielte er sein erstes Tor in der 3. Liga.
Vor der Saison 2014/15 wechselte Schmidt zum saarländischen Konkurrenten FC 08 Homburg. Nach zwei Jahren in Homburg kehrte er zur Saison 2016/17 wieder zum 1. FC Saarbrücken zurück. In derselben Saison wurde Schmidt mit 22 Toren zusammen mit Muhamed Alawie Torschützenkönig der Regionalliga Südwest.
Im Sommer 2018 verpflichtete der Zweitligist 1. FC Heidenheim den Stürmer und stattete ihn mit einem bis Juni 2022 gültigen Vertrag aus. Bis zur Winterpause 2019/20 kam Schmidt auf 25 Pflichtspiele, in denen er lediglich einen Treffer sowie drei Vorlagen beisteuern konnte. Als Konsequenz daraus wurde er im Januar 2020 bis zum Ende der Zweitligasaison 2019/20 an den Ligakonkurrenten Dynamo Dresden verliehen. Im Anschluss an das Leihgeschäft besteht eine Kaufoption. Beim 2:1-Heimsieg gegen den FC Erzgebirge Aue am 25. Spieltag erzielte der Stürmer per Fallrückzieher den Siegtreffer, der Ende April 2020 zum Tor des Monats März gewählt wurde. Im Januar 2021 wurde Schmidt an den SV Sandhausen verliehen. Nach vier Zweitligaeinsätzen für Heidenheim zu Beginn der Saison 2021/22 wechselte er am letzten Tag der Sommertransferperiode zum Ligakonkurrenten FC Ingolstadt 04. Dort zog er sich im Oktober 2021 eine Handgelenksfraktur zu und fiel wochenlang aus. Der Klub verpasste am Saisonende den Klassenerhalt deutlich und stieg direkt wieder in die 3. Liga ab.
Im Sommer 2023 kehrte er zum 1. FC Saarbrücken zurück. Nachdem er mit zwölf Jahren erstmals zum FCS wechselte, ist dies nun bereits Station Nummer 4 bei den Saarländern.

### Auswahleinsätze
Für den DFB spielte das Talent in den Juniorenauswahlteams. Zuletzt und einmalig in dieser Altersklasse wurde Patrick Schmidt im August 2011 von Horst Hrubesch in der U-19-Nationalelf eingesetzt. Beim 3:0-Sieg gegen Estland in Tallin traf der spätere A-Nationalspieler Niclas Füllkrug zweimal.